# سیارک ۲۴۷۳۴
سیارک ۲۴۷۳۴ (به انگلیسی: 24734 Kareness، نامگذاری:1992EA1) بیست و چهار هزار و هفتصد و سی و چهارمین سیارک کشف شده‌است که در ۱۰ مارس ۱۹۹۲ کشف شد.
قدر مطلق سیارک برابر ۱۹.۵ است.